# Cemitério Trumpeldor

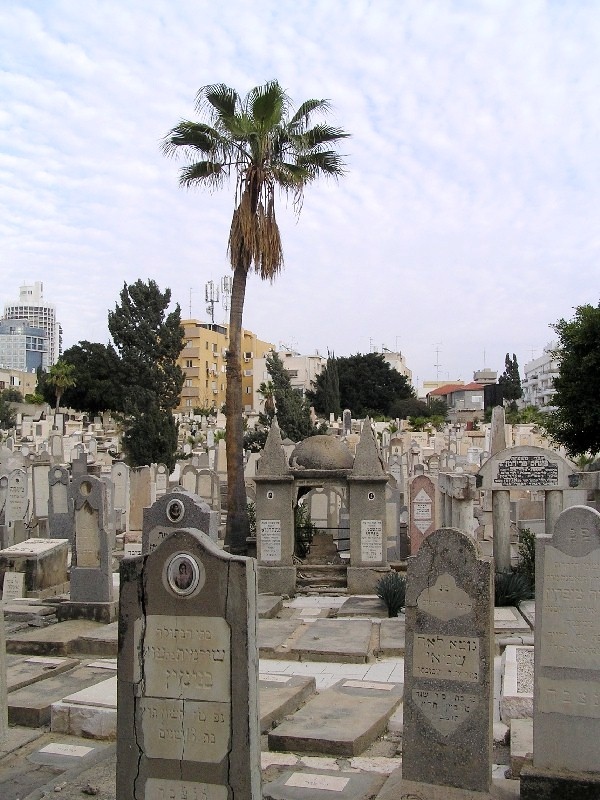
Cemitério Trumpeldor

O Cemitério Trumpeldor (em hebraico:  בית הקברות טרומפלדור), referenciado frequentemente como "Cemitério Antigo", é um cemitério histórico na Rua Trumpeldor em Tel Aviv, Israel. Com área de 10,6 acres, contém aproximadamente 5 mil sepulturas.

## Sepultamentos
- Haim Arlosoroff
- Gideon Ben-Yisrael
- Chaim Nachman Bialik
- Max Brod
- Shoshana Damari[1]
- Meir Dizengoff
- Arik Einstein
- Lova Eliav[1][2]
- Ahad Ha'am
- Max Nordau
- Issai Schur (1875-1941), matemático
- Shaul Tchernichovsky
- Yisrael Hazan